# Казы (Павлодарская область)
Казы (каз. Қазы) — село в Лебяжинском районе Павлодарской области Казахстана. Расположено около озера Казы, в 106 км к юго-востоку от областного центра — Павлодара и в 42 км к северо-востоку от районного центра — села Аккулы. Административный центр и единственный населённый пункт Казынского сельского округа. Код КАТО — 555243100.

## История
Село было центральной усадьбой бывшего животноводческого совхоза «Казинский», образованного в 1961 году на базе земель колхоза «Ленинский путь», части земель совхозов имени Джамбула и № 23.

## Население
В 1985 году в селе проживало 1128 человек. В 1999 году население села составляло 814 человек (411 мужчин и 403 женщины). По данным переписи 2009 года, в селе проживало 696 человек (354 мужчины и 342 женщины).